# Луїс Мусррі
Луїс Мусррі (ісп. Luis Musrri, нар. 24 грудня 1969) — чилійський футболіст, що грав на позиції півзахисника. По завершенні ігрової кар'єри — тренер.
Виступав за клуби «Універсідад де Чилі» та «Юньнань Хунта», а також національну збірну Чилі, у складі якої був учасником чемпіонату світу та Кубка Америки.

## Клубна кар'єра
У дорослому футболі дебютував 1986 року виступами за команду клубу «Універсідад де Чилі», в якій провів чотирнадцять сезонів, взявши участь у 320 матчах чемпіонату. Більшість часу, проведеного у складі «Універсідад де Чилі», був основним гравцем команди. У складі клубу Луїс двічі виграв Кубок Чилі і чотири рази став чемпіоном країни.
У 2001 році Мусррі недовго виступав за китайський клуб «Юньнань Хунта», а потім знову повернувся в «Універсідад де Чилі», де і завершив кар'єру в 2004 році, вигравши в останньому сезоні вп'яте чемпіонат Чилі.

## Виступи за збірні
1987 року залучався до складу молодіжної збірної Чилі, з якою став четвертим на домашньому молодіжному чемпіонаті світу.
9 квітня 1991 року дебютував в офіційних матчах у складі національної збірної Чилі в грі проти Мексики (0:1).
У складі збірної був учасником розіграшу Кубка Америки 1993 року в Еквадорі та чемпіонату світу 1998 року у Франції. У мундіалі він був резервним гравцем і зіграв лише 10 хвилин у 1/8 фіналу проти Бразилії (1:4).
Протягом кар'єри у національній команді, яка тривала 8 років, провів у формі головної команди країни 28 матчів.

## Кар'єра тренера
Розпочав тренерську кар'єру невдовзі по завершенні кар'єри гравця, 2006 року, очоливши тренерський штаб клубу «Депортес Меліпілья».
У середині 2007 року став головним тренером команди «Палестіно» і вивів команду у фіналі Клаусури 2008, програвши там «Коло-Коло». Втім наступного року результати команди погіршились і Мусррі був звільнений 7 вересня 2009 року. В подальшому очолював інші місцеві команди.

## Досягнення
- Чемпіон Чилі (5): 1994, 1995, 1999, 2000, 2004 (A)
- Володар Кубка Чилі (2): 1998, 2000